# Gestapelde Vondelfontein
De Gestapelde Vondelfontein (Vondelfountain-Stacked) was een tijdelijke fontein en vorm van kunst in de openbare ruimte in het Vondelpark, Amsterdam-Zuid.
Het Vondelpark heeft in de grote vijver een immer werkende fontein. Deze werd in de loop der jaren vergezeld door andere tijdelijke fonteinen in het kader van exposities etc. In de nazomer van 2024 was er een fontein werkzaam in de vijver voor het Vondelparkpaviljoen. Het lichtblauwe hoekige object van onyx was een gezamenlijk project van Sabine Marcelis en SoliNature van Davis Mahyari. De combinatie Marcelis en SolodNature had in 2023 een designprijs in Milaan gewonnen met een zeven meter lange tafel (Beyond the surface, Blue box experience rooms). De combinatie ging daarna voor duurzaamheid, dus toen dat beeld in Milaan weer afgebroken werd, werd gekeken of de gebruikte materialen geschikt waren voor hergebruik. Zo kreeg het Vondelpark tijdens de Amsterdam Fashion Week een lichtblauwe blokvormige fontein opgebouwd uit platen van een eerder kunstwerk. SolidNature zag daarin, dat we moesten blijven dromen van een betere wereld. Elle omschreef het als drie volumes die door de draaiing ten opzichte van elkaar vanuit een gewijzigd kijkpunt een ander beeld oplevert. De fontein werd vergezeld door een dito informatiezuil.
Voor Marcelis was het een gelegenheid (weer) te werken met water, dat deed ze eerder voor fonteinen in Barcelona. Marcelis lichtte ook toe dat de waterstromen van de fontein ook van invloed zijn op het beeld en de beeldvorming.
Onthuld op 5 september 2024 bleef de fontein staan tot In de winter 2024/2025, SolidNature en Marcelis hoopten dat de fontein een blijvend kunstwerk zou worden. Het paste in hun ogen goed bij het even verderop staande Blauwe Theehuis.